# Shorea curtisii
Shorea curtisii är en tvåhjärtbladig växtart. Shorea curtisii ingår i släktet Shorea och familjen Dipterocarpaceae.

## Underarter
Arten delas in i följande underarter:
- S. c. curtisii
- S. c. grandis